# 黃文錫
黃文錫（越南语：／；？—？），又名黃仲錫（越南语：／），越南阮朝官員，端徽皇太后黃氏菊之父。

## 生平
黃文錫是承天府富祿縣鹽場總美利邑（今承天顺化省富禄县荣美社美利村）人，與嗣德四年進士黃文選同族。黃文錫參加承天場鄉試，考中秀才。後經考核，授平順禾多知縣一職。
保大八年（1933年），保大帝尊生母黃氏菊為端徽皇太后，同時追贈外祖父黃文錫為太常寺卿宜國公（越南语：／）。
在順化市富葛坊和富協坊之間的阮攸路上，依然保存着祭祀黃文錫的宜國公祠。

## 家庭
極品宜國夫人羅氏
夫人某氏，生于嗣德二十年（1867年），保大十六年十一月六日（1941年12月23日）去世，享年75岁，同月十日（12月27日），灵柩回美利邑，十一日下葬。
- 子黄仲铿，鸿胪寺卿，母夫人某氏
- 子黃仲鎸，又名黄同（Hoàng Đồng），三等侍卫，母夫人某氏
- 子黄仲景（Hoàng Trọng Cảnh），翰林院著作，母夫人某氏
- 女黄氏菊，端徽皇太后，母極品宜國夫人羅氏
- 女，母夫人某氏，嫁武德绍（Vũ Đức Thiệu），力例判事（phán sự lực lệ）
- 女，母夫人某氏，嫁邓圭（Đắng Khuê），四等侍卫
- 女，母夫人某氏，嫁阮般（Nguyễn Bàn），荫生